# Hannoversche Knopffabrik Gompertz & Meinrath

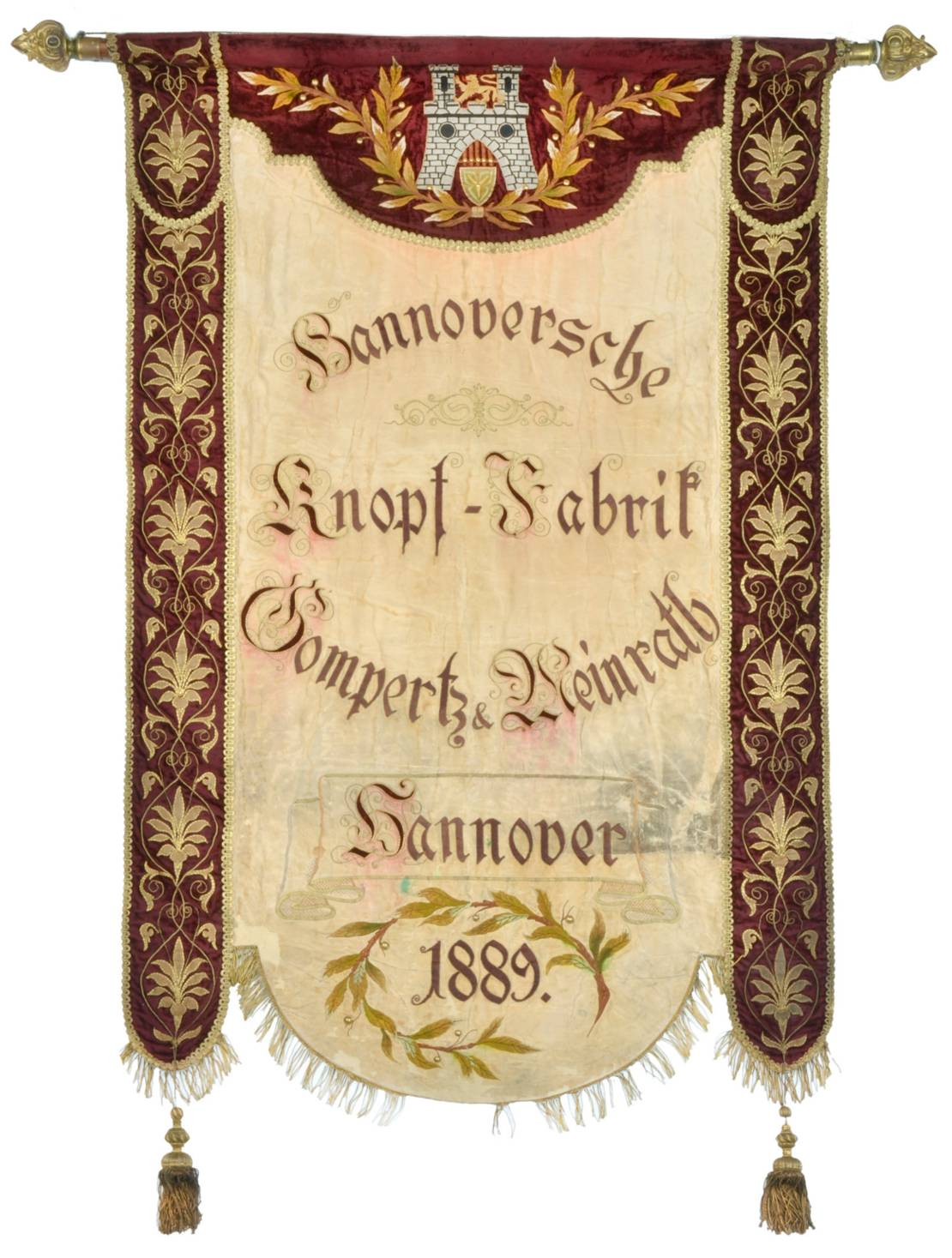
1889 datierter Banner der Hannoverschen „Knopf-Fabrik“;
Herstellerin: Hannoversche Fahnenfabrik; Eigentümer: Historisches Museum Hannover

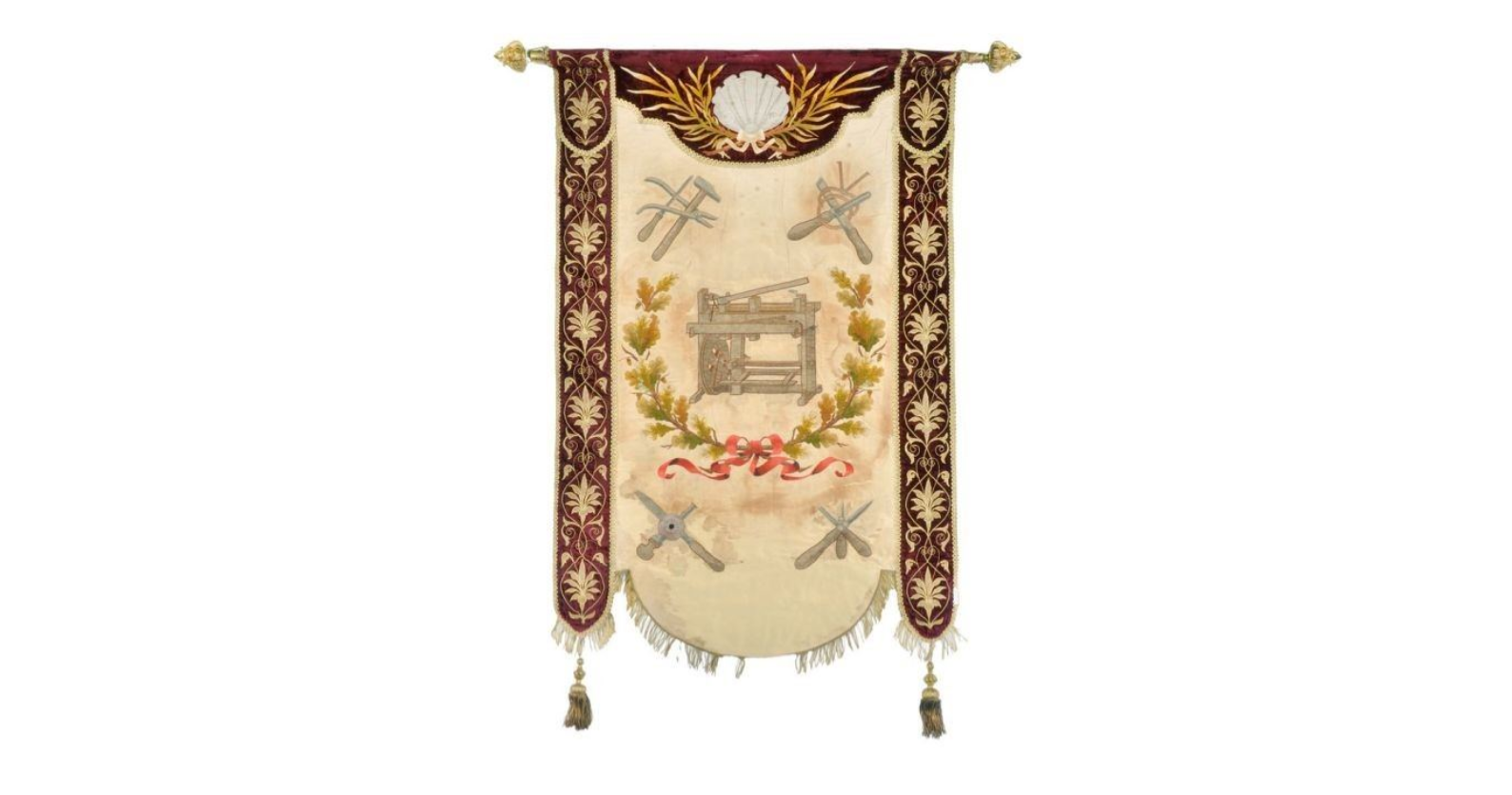
Rückseite der Fahne von 1889 mit Muschel (Perlmutt), Werkzeugen (Handwerk) und Werkbank

Gompertz & Meinrath (auch: Hannoveranische Knopffabrik Gompertz & Meinrath oder „Gompertz & Meinrath GmbH, Hannoversche Knopffabrik“) war eine im Jahr 1876 gegründete Knopffabrik. Nach der weltweit ersten Produktion von Knöpfen aus Galalith spielte das Unternehmen eine wichtige Rolle bei der Entwicklung von Modeknöpfen. Erster Standort des Unternehmens, das später auch in England produzierte, war die Eichstraße in Oststadt.

## Geschichte

### Gründung
1876 gründete Leopold Gompertz, nachdem er ein chemisch-technisches Verfahren erworben hatte, in Hannover eine Knopffabrik, in die er im folgenden Jahr seinen Schwager Albert Meinrath aufnahm. Danach firmierte das Unternehmen als „Gompertz & Meinrath GmbH, Hannoversche Knopffabrik“. Es stellte Knöpfe nicht mehr aus Naturmaterialien her, sondern aus einer Kunstmasse auf der Basis von Schellack.
Nachdem als Konkurrenzprodukt im Jahr 1880 der bügelechte Steinnußknopf aufgekommen war, produziert von Jacob Frank in Linden, erweiterte Gompertz und Meinrath 1882 das Sortiment durch die Produktion von Herren-Knöpfen aus Perlmutt.
Bei dem Besuch eines Geschäftsfreundes in Wien im Jahr 1902 sah Erich Gompertz eine Zigarettenspitze aus dem damals noch wenig bekannten Material Galalith. Noch im selben Jahr stellte er in seiner Knopffabrik in Hannover den weltweit ersten Knopf aus Milchstein her. Nun ergänzten auch vielfach ausgeformte „Fantasieknöpfe“ für Damenbekleidung die bis dahin nur für den reinen Zweck produzierten Knöpfe. Durch das neue Material erzielte das Unternehmen große Umsatzerfolge im In- und Ausland.
1913 wurde eine neue Fabrikationsanlage an der Stader Chaussee in Betrieb genommen.
1932 gründete das Unternehmen eine Zweigfabrik in England. Mittlerweile hatten die Söhne der Firmengründer, Erich Gompertz und Rudolf Meinrath, die Leitung übernommen. Im Jahr der Machtübernahme durch die Nationalsozialisten wurde 1933 die spätere Widerstandskämpferin Auguste Breitzke von Gompertz & Meinrath eingestellt. Als die Schikanen und die Zwangsmaßnahmen gegen jüdische Unternehmen immer mehr zunahmen, emigrierten die beiden Unternehmensleiter 1935 nach London.

### Wiederaufbau
Nach dem Ende des Zweiten Weltkrieges übernahm Ludwig Meinrath, ein Enkel eines der Unternehmensgründer, im Jahr 1948 die englische Knopffabrik. Die deutsche Fabrik verzeichnete in den Wiederaufbaujahren unter Erich Gompertz bald wieder gute Umsätze und konnte auch die ausländischen Absatzmärkte für die hannoverschen Knöpfe zurückgewinnen.
1961 war das Unternehmen letztmals im Adressbuch der Stadt Hannover aufgeführt. Im Handelsregister der Stadt wurde die Firma allerdings erst 1973 gelöscht.

## Sonstiges
Erich Gompertz erhielt 1958 das Bundesverdienstkreuz. Er wurde auf dem Stadtfriedhof Stöcken beigesetzt.

## Archivalien
Archivalien von und über die Hannoversche Knopffabrik Gompertz & Meinrath finden sich beispielsweise
- im Niedersächsischen Landesarchiv (Standort Hannover)
  - in der Bildgutsammlung (BigS) als Luftbild unter dem Titel „Hannover-Vahrenheide: Knopffabrik, Luftaufnahme“, Vorprovenienz der Landesmedienstelle Niedersachsen, Archivsignatur NLA HA BigS Nr. 01408[8]
  - unter dem Titel Hannoversche Knopffabrik Gompertz und Meinrath A.G. in Hannover für die Laufzeit von 1932 bis 1934 ein „Rundschreiben eines bedeutenden holländischen Grossisten gegen die Beschränkungen des jüdischen Handels; eine Seite der Revalschen Zeitung mit dem Artikel "Ausschaltung von Verlusten im Clearingverkehr mit Deutschland vom 6.6.1934; Antrag der Firma auf Erweiterung ihres englischen Unternehmens; Schriftwechsel mit der Estnischen Kunsthorn-Fabrik A.G. O.Kerson und Co. in Tallin“[9]